# Aníbal Hernández
Aníbal Gabriel Hernández de los Santos (Montevideo, Uruguay, 29 de junio de 1986) es un futbolista uruguayo. Juega de mediocentro y su equipo actual es La Luz Fútbol Club de la Primera División de Uruguay.

## Trayectoria
Comenzó jugando en cuarta división para La Luz, logró llegar al primer equipo y con 17 años, debutó como profesional en la B.
Mientras jugaba para el equipo de Aires Puros, se probó en la tercera de Peñarol, pero como el técnico Rosario Martínez, lo ponía en una posición que no le correspondía, abandonó su vínculo con los carboneros.
Estuvo 3 años defendiendo a La Luz, peleando descensos en reñidos partidos, el mismo cuenta:

Pah, en ese momento era flaquito y andaba por el aire de las patadas que me tiraban. Me acuerdo una vez que me marcó un moreno de Atenas, Charles se llamaba, me pegó una patada que me partió la canillera a la mitad. Nunca me había pasado.

Debido a que fue padre a los 18 años, quería formar parte de un equipo en el que sea remunerado lo suficiente para mantener su familia. No lo dejaron solo y con la ayuda del presidente de su club, consiguió la posibilidad de probarse en Colo Colo y O'Higgins pero no tuvo suerte.
Racing, equipo de Sayago, lo contrató el segundo semestre del 2008, luego de haberlo rechazado como juvenil años atrás. Pero no tuvo participación y en el 2009 fue cedido a Deportivo Maldonado y Sud América, seis meses en cada equipo.
Finalmente en 2010, ya con Racing, comenzó a tener más minutos en cancha. Y en la temporada 2011-12 se destacó, anotando 8 goles.
Luego de su buen rendimiento en el campeonato anterior, llegó a Defensor Sportnig pedido por el técnico Tabaré Silva para el segundo semestre del 2012.
Debido a problemas con los dirigentes e hinchas del club y que no colmó las expectativas, ya que convirtió 6 goles en 39 encuentros, decidieron cederlo para el Torneo Clausura del 2014.
A comienzos del 2014 arribó al Centro Atlético Fénix, debido a que no lo iban a tener en cuenta en Defensor Sporting.
De inmediato se afianzó, anotó 4 goles en los 3 primeros partidos, fue figura del equipo. Finalizó el Torneo Clausura con 12 partidos jugados y 7 goles convertidos. En la temporada siguiente, su rendimiento no fue el mismo, ya que en los 10 partidos que jugó en el Torneo Apertura 2014, anotó un gol.
Llegó a Cerro para jugar el Torneo Clausura del 2015 como cedido, ya que no iba a ser considerado en Defensor Sporting.
Cerro estuvo en la zona del descenso pero Aníbal convirtió goles importantes para lograr la permanencia, incluyendo 2 en el clásico contra Rampla Juniors. Finalizó con 12 partidos jugados y 6 goles marcados, mantuvieron la categoría.
Quedó libre de Defensor Sporting y llegó a América de Cali para comenzar la temporada 2015-16 en el fútbol colombiano. Disputó 17 partidos y anotó 4 goles, pero no lograron el objetivo, ascender.
En la temporada 2016, continuó en el club, estuvo presente en 10 partidos y se coronaron campeones de la Primera B, lo que significó el ascenso a la máxima categoría.
A finales del 2016, fue considerado prescindible por América de Cali, por lo que fue fichado por Atlético Huila para jugar en Primera A.

## Clubes
| Club                 | País     | Año         |
| -------------------- | -------- | ----------- |
| La Luz               | Uruguay  | 2006 - 2008 |
| Racing de Montevideo | Uruguay  | 2008        |
| Deportivo Maldonado  | Uruguay  | 2009        |
| Sud América          | Uruguay  | 2009        |
| Racing de Montevideo | Uruguay  | 2010 - 2012 |
| Defensor Sporting    | Uruguay  | 2012 - 2013 |
| Fénix                | Uruguay  | 2014        |
| Cerro                | Uruguay  | 2015        |
| América de Cali      | Colombia | 2015 - 2016 |
| Atlético Huila       | Colombia | 2017        |
| Cerro                | Uruguay  | 2018        |
| Deportes Quindío     | Colombia | 2019        |

## Palmarés

### Títulos nacionales
| Título    | Equipo          | País     | Año  |
| --------- | --------------- | -------- | ---- |
| Primera B | América de Cali | Colombia | 2016 |

### Distinciones individuales
| Distinción                                              | Año  |
| ------------------------------------------------------- | ---- |
| Mejor jugador de la etapa del Torneo Apertura - Fecha 2 | 2014 |